# Emaar Properties
Emaar Properties — инвестиционная компания, основанная в ОАЭ в 1997 году. Штаб-квартира компании расположена в Дубае. Основным направлением деятельности компании является инвестирование в строительные проекты в районе Персидского залива, преимущественно в таких городах, как Дубай и Абу-Даби. Компания Emaar Properties владеет более чем 60 дочерними компаниями, которым принадлежат различные строительные проекты. Компания является крупнейшим девелопером в арабском мире.

## История
Компания была создана в 1997 году с первоначальным капиталом в $274 млн.

## В ОАЭ
В Дубае компании принадлежит более 14 000 зданий, которые находятся на различных стадиях строительства. Компания также владеет и управляет парком Gold and Diamond Park.
В 1998 году Emaar начал строительство своего самого амбициозного проекта под названием Даунтаун Дубай, включающий в себя Бурдж-Халифа — самое высокое здание в мире, сданное в эксплуатацию в 2009 году. Также, в даунтаун Дубай входят такие объекты, как Dubai Mall, Burj Khalifa Business Hub, The Lofts, The Old Town, The Old Town Island, Burj Khalifa Boulevard, The Residences, Burj Views, искусственные озёра, ландшафтные сады и парки.
Расположенные в Бурдж-Халифа отель «Армани» (Armani Hotel) и частные апартаменты, включают 160 номеров класса «Люкс», рестораны и спа, общей площадью 40 000 м². Помимо отеля имеется 144 шикарных частных квартиры. Весь проект реализуемый совместно Джорджио Армани и Emaar Properties подразумевает строительство 14 отелей общей стоимостью $1 млрд.
Emaar также принадлежит несколько многоквартирных домов в Greens, а также виллы на озёрах, которые сданы в аренду жильцам.

## В мире
Саудовская Аравия
Emaar является главным застройщиком масштабного проекта King Abdullah Economic City (KAEC), включающего морской порт, промышленную зону, деловой район, образовательные и медицинские учреждения, торговые объекты, а также курортный и жилой район. Площадь проекта составляет 168 км².
Emaar Middle East, дочерняя компания Emaar, занимается возведением Jeddah Gate, нового делового центра Джидды площадью 500 000 м². В данный момент идет строительство 3 жилых небоскребов высотой от 19 до 22 этажей, бизнес-центра, 27-этажного «умного» небоскреба с офисными пространствами высокого класса.

## Планы развития
Сохраняя свой основной бизнес в отрасли строительства и недвижимости, Emaar диверсифицирует свою деятельность. В частности, компания приобрела и управляет EMRILL, британским акционерным обществом, которое предоставляет услуги по управлению частной и коммерческой недвижимостью. Помимо этого, Emaar владеет 30 % акции банка Дубай (Dubai Bank), который предоставляет различные типы банковских услуг как на частном, так и на корпоративном уровне.
Однако, кризисные явления в экономике, которые острее всего были заметны в 2008, по-прежнему оказывают влияние на планы развития Emaar. В результате финансового кризиса банковские кредиты стали более дорогими, стало сложнее аккумулировать средства на продолжение строительства и на разработку новых проектов. Несмотря на это, Emaar активно сотрудничает с различными инвестиционными компаниями и фондами.

## Глава правления
Мохаммед Али Алаббар, директор Генерального в Дубае департамента экономического развития, а также председатель совета директоров Emaar Properties, входит также в состав Исполнительного комитета Дубая, высшего органа власти, объединяющего все успешные предприятия эмирата.
Алаббар также является основателем Арабского делового совета, который был организован под руководством Всемирного экономического форума. Журнал Euromoney признал Алаббара одним из 5 самых успешных арабских лидеров в мире, а в рейтинге 50 самых влиятельных арабов, по версии журнала Arabian Business за 2006, Алаббар занял 6 место.
Выпускник факультета управления бизнесом и финансами Сиэтлского университета (1981), Алаббар вначале работал с Центробанком ОАЭ, а впоследствии пять лет работал в республике Сингапур, в принадлежащей правительству Дубая компании Al Khaleej Investments, на должности директора и генерального менеджера.